# Copa Generalitat de futbol femenina 1989
La Copa Generalitat de futbol femenina 1989 fou la novena edició de la competició. Se celebrà des del setembre de 1988 al juny de 1989 i fou organitzada per la Federació Catalana de Futbol. Degut a la recent de la nova lliga estatal, el calendari i el format del torneig canvià considerablement. Es disputà una primera fase durant el mes d'octubre i novembre amb tretze equips agrupats en quatre grups. Els dos primers classificats de cadascun del grups es classificaren per la següent ronda. La segona fase es celebrà des del maig fins al juny de 1989 i hi partiparen vuit equips que competiren en format d'eliminació directa a doble partit, amb quarts de final i semifinal.
La final de la competició es disputà el 4 de juny al Camp Municipal d'Horta Feliu i Codina de Barcelona. Es proclamà campió el Futbol Femení Vallès Occidental, que aconseguí el seu segon títol consecutiu.

## Clubs participants
- Artés
- Futbol Femení Athenas
- Club Femení Barcelona
- Penya Barcelonista Barcilona Deco Parquet
- Futbol Femení Catalunya
- Reial Club Deportiu Espanyol Inreplast
- Gràcia Cal Majó
- Llers Morillo Vega
- Club Femení Sabadell
- Club Femení Sant Adrià
- Futbol Femení Torroella
- Futbol Femení Vallès Occidental
- Vilapiscina

## Primera fase

### Competició

#### Primera jornada
| 25 de setembre de 1988 | FF Vallès Occidental | 4-1 | Llers | Sabadell |  |
| 12:30 CET              |                      |     |       |          |  |

| 24 de setembre de 1988 | RCD Espanyol Inreplast | 5-2 | CF Sabadell | Barcelona |  |
| 20:00 CET              |                        |     |             |           |  |

| 25 de setembre de 1988 | Vilapiscina | 0-2 | FF Athenas | Barcelona |  |
| 14:00 CET              |             |     |            |           |  |

| 25 de setembre de 1988 | FF Torroella | 0-3 | CF Sant Adrià |  |  |
| 09:30 CET              |              |     |               |  |  |

| 25 de setembre de 1988 | CF Barcelona | 2-2 | Gràcia Cal Majó | Barcelona                         |  |
| 10:00 CET              |              |     |                 | Zona esportiva del FC Barcelona · |  |

Descansen Artés, PB Barcilona Deco Parquet i FF Catalunya

#### Segona jornada
| 2 d'octubre de 1988 | Artés | 0-13 | FF Vallès Occidental | Artés |  |
| 16:00 CET           |       |      |                      |       |  |

| 2 d'octubre de 1988 | Vilapiscina | 0-7 | CF Sabadell | Barcelona |  |
| 14:00 CET           |             |     |             |           |  |

| 2 d'octubre de 1988 | FF Athenas | 1-3 | RCD Espanyol Inreplast | Barcelona              |  |
| 14:00 CET           |            |     |                        | Camp de Can Caralleu · |  |

| 2 d'octubre de 1988 | PB Barcilona Deco Parquet | 6-0 | FF Torroella | Molins de Rei  |  |
| 16:00 CET           |                           |     |              | Camp Incresa · |  |

| 5 de novembre de 1988 | FF Catalunya | v | CF Barcelona | Sant Adrià de Besòs |  |
| 20:00 CET             |              |   |              |                     |  |

Descansen Llers, CF Sant Adrià i Gràcia Cal Majó.

#### Tercera jornada
| 9 d'octubre de 1988 | Llers | 9-0 | Artés | Llers |  |
| 11:30 CET           |       |     |       |       |  |

| 9 d'octubre de 1988 | CF Sabadell | 2-0 | FF Athenas | Sabadell |  |
| 11:30 CET           |             |     |            |          |  |

| 8 d'octubre de 1988 | RCD Espanyol Inreplast | 9-0 | Vilapiscina | Barcelona |  |
| 20:00 CET           |                        |     |             |           |  |

| 9 d'octubre de 1988 | CF Sant Adrià | 2-7 | PB Barcilona Deco Parquet | Sant Adrià de Besòs |  |
| 14:00 CET           |               |     |                           |                     |  |

| 9 d'octubre de 1988 | Gràcia Cal Majó | 0-0 | FF Catalunya | Sabadell |  |
| 14:00 CET           |                 |     |              |          |  |

Descansen FF Vallès Occidental, FF Torroella i CF Barcelona.

#### Quarta jornada
| 16 d'octubre de 1988? | Llers | 0-6 | FF Vallès Occidental | Llers |  |
|                       |       |     |                      |       |  |

| 16 d'octubre de 1988? | CF Sabadell | 4-0 | RCD Espanyol Inreplast | Sabadell |  |
|                       |             |     |                        |          |  |

| 16 d'octubre de 1988? | FF Athenas | 2-1 | Vilapiscina | Barcelona           |  |
|                       |            |     |             | Camp Can Caralleu · |  |

| 16 d'octubre de 1988? | CF Sant Adrià | 3-2 | FF Torroella | Sant Adrià de Besòs |  |
|                       |               |     |              |                     |  |

| 16 d'octubre de 1988? | Gràcia Cal Majó | 2-5 | CF Barcelona | Sabadell |  |
|                       |                 |     |              |          |  |

Descansen Artés, PB Barcilona Deco Parquet i FF Catalunya.

#### Quinta jornada
| 23 d'octubre de 1988 | FF Vallès Occidental | v | Artés | Sabadell |  |
| 12:30 CET            |                      |   |       |          |  |

| 23 d'octubre de 1988 | CF Sabadell | v | Vilapiscina | Sabadell |  |
| 11:30 CET            |             |   |             |          |  |

| 22 d'octubre de 1988 | RCD Espanyol Inreplast | v | FF Athenas | Barcelona |  |
| 19:30 CET            |                        |   |            |           |  |

| 23 d'octubre de 1988 | FF Torroella | v | PB Barcilona Deco Parquet |  |  |
| 09:30 CET            |              |   |                           |  |  |

| 22 d'octubre de 1988 | CF Barcelona | v | FF Catalunya |  |  |
| 19:00 CET            |              |   |              |  |  |

Descansen Llers, CF San Adrià t i Gràcia Cal Majó.

#### Sexta jornada
| 30 d'octubre de 1988? | Artés | 0-3     | Llers | Artés |  |
|                       |       | Informe |       |       |  |

| 30 d'octubre de 1988? | Vilapiscina | 2-5     | RCD Espanyol Inreplast | Barcelona |  |
|                       |             | Informe |                        |           |  |

| 13 de novembre de 1988 | FF Athenas | v       | CF Sabadell | Barcelona |  |
|                        |            | Informe |             |           |  |

| 30 d'octubre de 1988? | PF Barcilona Deco Parquet | 5-0     | CF Sant Adrià | Molins de Rei  |  |
|                       |                           | Informe |               | Camp Incresa · |  |

| 30 d'octubre de 1988? | FF Catalunya | 2-6     | Gràcia Cal Majó | Sant Adrià de Besòs |  |
|                       |              | Informe |                 |                     |  |

Descansen FF Vallès Occidental, FF Torroella i CF Barcelona.

### Classificació
| Grup I | Grup I                       | Grup I |
| #      | Club                         | Punts  |
| ------ | ---------------------------- | ------ |
| 1      | FF Vallès Occidental Aluvall | 6      |
| 2      | Llers Morillo Vega           | 4      |
| 3      | Artés                        | 0      |

| Grup II | Grup II                 | Grup II |
| #       | Club                    | Punts   |
| ------- | ----------------------- | ------- |
| 1       | CF Sabadell             | 10      |
| 2       | RCD Espanyol Inresplast |         |
| 3       | FF Athenas              |         |
| 4       | Vilapiscina             | 0       |

| Grup III | Grup III                  | Grup III |
| #        | Club                      | Punts    |
| -------- | ------------------------- | -------- |
| 1        | PB Barcilona Deco Parquet | 6        |
| 2        | CF Sant Adrià             | 4        |
| 3        | FF Torroella              | 0        |

| Grup IV | Grup IV         | Grup IV |
| #       | Club            | Punts   |
| ------- | --------------- | ------- |
| 1       | CF Barcelona    |         |
| 2       | Gràcia Cal Majó |         |
| 3       | FF Catalunya    |         |

## Segona fase

### Quadre de competició
|  | Quarts de final      | Quarts de final      | Quarts de final      |                      |             | Semifinals | Semifinals | Semifinals |  |  | Final | Final | Final |
|  |                      |                      |                      |                      |             |            |            |            |  |  |       |       |       |
|  | ? i 13 de maig       |                      |                      |                      |             |            |            |            |  |  |       |       |       |
|  |                      |                      |                      |                      |             |            |            |            |  |  |       |       |       |
|  | CF Barcelona         | 2                    | 1                    |                      |             |            |            |            |  |  |       |       |       |
|  | CF Barcelona         | 2                    | 1                    | 21 i 28 de maig      |             |            |            |            |  |  |       |       |       |
|  | CF Sabadell          | 1                    | 3                    |                      |             |            |            |            |  |  |       |       |       |
|  | CF Sabadell          | 1                    | 3                    | CF Sabadell          | 5           | 6          |            |            |  |  |       |       |       |
|  | ? i 13 de maig       |                      |                      | CF Sabadell          | 5           | 6          |            |            |  |  |       |       |       |
|  |                      | Llers Morillo Vega   | 1                    | 2                    |             |            |            |            |  |  |       |       |       |
|  | Llers Morillo Vega   | Llers Morillo Vega   | 1                    | 2                    | 2           | 1          |            |            |  |  |       |       |       |
|  | Llers Morillo Vega   |                      |                      | 4 de juny 12:00 CET  | 2           | 1          |            |            |  |  |       |       |       |
|  | FF Torroella         | 0                    | 2                    |                      |             |            |            |            |  |  |       |       |       |
|  | FF Torroella         | 0                    | 2                    | CF Sabadell          | CF Sabadell | 1 (2)      |            |            |  |  |       |       |       |
|  | ? i 14 de maig       |                      |                      | CF Sabadell          | CF Sabadell | 1 (2)      |            |            |  |  |       |       |       |
|  |                      | FF Vallès Occidental | FF Vallès Occidental | 1 (4)                |             |            |            |            |  |  |       |       |       |
|  | PB Barcilona         | FF Vallès Occidental | FF Vallès Occidental | 1 (4)                | 0           | 1          |            |            |  |  |       |       |       |
|  | PB Barcilona         | 21 i 28 de maig      |                      |                      | 0           | 1          |            |            |  |  |       |       |       |
|  | FF Vallés Occidental | 1                    | 2                    |                      |             |            |            |            |  |  |       |       |       |
|  | FF Vallés Occidental | 1                    | 2                    | FF Vallés Occidental | 1           | 0          |            |            |  |  |       |       |       |
|  | ? i 17 de maig       |                      |                      | FF Vallés Occidental | 1           | 0          |            |            |  |  |       |       |       |
|  |                      | RCD Espanyol         | 0                    | 0                    |             |            |            |            |  |  |       |       |       |
|  | RCD Espanyol         | RCD Espanyol         | 0                    | 0                    | 3           | 1          |            |            |  |  |       |       |       |
|  | RCD Espanyol         |                      |                      |                      | 3           | 1          |            |            |  |  |       |       |       |
|  | Barcelona Atlètic    | 0                    | 0                    |                      |             |            |            |            |  |  |       |       |       |
|  | Barcelona Atlètic    | 0                    | 0                    |                      |             |            |            |            |  |  |       |       |       |

### Quarts de final

#### Anada
| Error: temps no vàlid | CF Barcelona | 2-1 | CF Sabadell | Barcelona                         |  |
|                       |              |     |             | Zona esportiva del FC Barcelona · |  |

| Error: temps no vàlid | Llers Morillo Vega | 2-0 | FF Torroella | Llers |  |
|                       |                    |     |              |       |  |

| Error: temps no vàlid | PB Barcilona Deco Parquet | 0-1 | FF Vallès Occidental Aluvall | Molins de Rei  |  |
|                       |                           |     |                              | Camp Incresa · |  |

| Error: temps no vàlid | RCD Espanyol | 3-0 | Barcelona Atlètic | Barcelona |  |
|                       |              |     |                   |           |  |

#### Tornada
| 13 de maig de 1989 | CF Sabadell | 3-1 | CF Barcelona | Sabadell |  |
| 18:30 CET          |             |     |              |          |  |

| 13 de maig de 1989 | FF Torroella | 1-2 | Llers Morillo Vega |  |  |
| 18:30 CET          |              |     |                    |  |  |

| 14 de maig de 1989 | FF Vallès Occidental Aluvall | 2-1 | PB Barcilona Deco Parquet | Sabadell |  |
| 12:30 CET          |                              |     |                           |          |  |

| 17 de maig de 1989 | RCD Espanyol | 1-0 | Barcelona Atlètic | Barcelona |  |
| 21:00 CET          |              |     |                   |           |  |

### Semifinals

#### Anada
| 21 de maig de 1989 | CF Sabadell | 5-1     | Llers Morillo Vega | Sabadell |  |
|                    |             | Informe |                    |          |  |

| 21 de maig de 1989 | FF Vallès Occidental Aluvall | 1-0     | RCD Espanyol | Sabadell |  |
|                    |                              | Informe |              |          |  |

#### Tornada
| 28 de maig de 1989 | Llers Morillo Vega | 2-6 | CF Sabadell | Molins de Rei  |  |
|                    |                    |     |             | Camp Incresa · |  |

| 28 de maig de 1989 | RCD Espanyol | 0-0 | FF Vallès Occidental Aluvall | Barcelona |  |
|                    |              |     |                              |           |  |

## Final
CF Sabadell i FF Vallès Occidental Aluvall disputaren la final de la IX Copa Generalitat, reeditant el mateix matx de la temporada anterior. Es disputà el 4 de juny al Camp Municipal Feliu i Codina de Barcelona. Es proclamà campió el FF Vallès Occidental desprès de guanyar a la tanda de penals per 4 a 2.
| CF Sabadell     | 1-1     | FF Vallès Occidental Aluvall |
| --------------- | ------- | ---------------------------- |
| Inma 58'        | Informe | Mercedes 51'                 |
| Tanda de penals |         |                              |
|                 | 2-4     |                              |

 Camp Feliu i Codina, Barcelona
| Campió de la Copa Generalitat 1989                  |
| --------------------------------------------------- |
| Futbol Femení Vallès Occidental Aluvall Segon títol |